# 广州二中教育集团
广州二中教育集团是中国广东省广州市第二中学于2017年12月创立的一个教育集团，并与广州市黄埔区、南沙区教育局签约，为该区提供优质的教育资源。该集团现已形成了“一校（广州二中）两核（应元路、科学城校区）三类（公办学校、国有民办、委托管理）四区（越秀区、黄埔区、增城区、南沙区）五元（应元、苏元、会元、开元、天元）”的格局，习惯上将它们统称为“大二中”系列学校。

## 历史
- 2002年5月，广州二中开办广州市越秀区二中应元学校，校园于同年9月正式启用。该校为广州二中开办的首个国有民办学校。
- 2005年9月，科学城校区启用，成为广州市第二中学高中部。
- 2008年6月，为提升萝岗区（现并入黄埔区）初中学段教育水平，区政府提出引入广州二中的教学经验和管理模式，新建一所民办初中。萝岗区政府和教育局于广州二中研究制定了《筹办“广州开发区二中苏元实验学校”工作计划》以及相关协议等框架性文件。[2]同年9月，第一届苏元学校的学生入学，学校借用一旁的广州市第二中学部分设施进行过渡性办学。
- 2011年9月，广州市二中苏元实验学校正式启用[3]，原在二中高中部上课的学生迁回新校舍。
- 2015年12月，黄埔区教育局批准设立广州市黄埔区会元学校。会元学校小学部于次年6月正式启用，而初中部仍在建设中。
- 2017年12月，广州二中教育集团正式成立。
- 2018年9月，广州市黄埔区开元学校小学部及初中部与广州市增城区应元学校正式启用。
- 2019年9月，广州二中南沙天元学校初中部开始借用华南师范大学附属南沙小学设施办学，而校园则在2020年9月启用[4]。
- 2021年11月，苏元学校更名为广州市黄埔区苏元学校[5]。
- 自2022学年起，二中应元学校停止招生，同时并入二中初中部，并更名为清泉校区。同年，苏元学校由公助民办初中改制为公立性质的初级中学，由黄埔区政府委托广州二中进行管理与办学[6]。至此，广州二中教育集团内再无国有民办学校。
- 2024年3月，增城应元学校组建广州市增城区增应教育集团，成员校包括增城区永宁街永新中学、增城区永宁中学和增城区永安学校[7]。

## 成员学校

### 学校列表
| 办学形式     | 学校名称                   | 主管部门     | 学校类型       | 校长、法人代表 | 成立时间                                                     | 校园地址                                             |
| ------------ | -------------------------- | ------------ | -------------- | -------------- | ------------------------------------------------------------ | ---------------------------------------------------- |
| 公办学校     | 广州市第二中学             | 广州市教育局 | 初中           | 陈健           | 应元路校区：1930年                                           | 越秀区应元路21号                                     |
| 公办学校     | 广州市第二中学             | 广州市教育局 | 高中           | 陈健           | 科学城校区：2005年                                           | 黄埔区水西路11号                                     |
| 托管公办学校 | 广州市黄埔区苏元学校       | 黄埔区教育局 | 初中+高中      | 莫庆葵         | 西校区：2008年（开始招生）/2011年（校区建成） 东校区：2024年 | 西校区：黄埔区水西路17号 东校区：黄埔区萝峰学成街1号 |
| 托管公办学校 | 广州市黄埔区会元学校       | 黄埔区教育局 | 小学+初中      | 王健萍         | 小学部：2016年 初中部：2020年                                | 小学部：黄埔区星星街5号 初中部：黄埔区福里街18号     |
| 托管公办学校 | 广州市黄埔区开元学校       | 黄埔区教育局 | 小学+初中+高中 | 张小丹         | 小学、初中部：2018年 高中部：2021年 熙元校区：2024年         | 东校区：黄埔区禾丰路3号 熙元校区：黄埔区九岭路       |
| 托管公办学校 | 广州市增城区应元学校       | 增城区教育局 | 初中+高中      | 陈祖力         | 初中部：2018年 高中部：2021年                                | 增城区永宁街新学路1号                                |
| 托管公办学校 | 广州市第二中学南沙天元学校 | 南沙区教育局 | 初中+高中      | 许兴东         | 初中部：2019年（开始招生）/2020年（校区建成） 高中部：2020年 | 南沙区南沙街英东大道25号                             |
| 托管公办学校 | （萝峰旧改项目小学）       | -            | 小学           | -              | （建设中）                                                   | 黄埔区香雪大道                                       |

### 已有学校

#### 公办学校
- 广州二中（初中+高中）

全称广州市第二中学，是广州二中教育集团的核心学校之一，现有应元路的初中部和科学城的高中部两个校区。

#### 托管公办学校

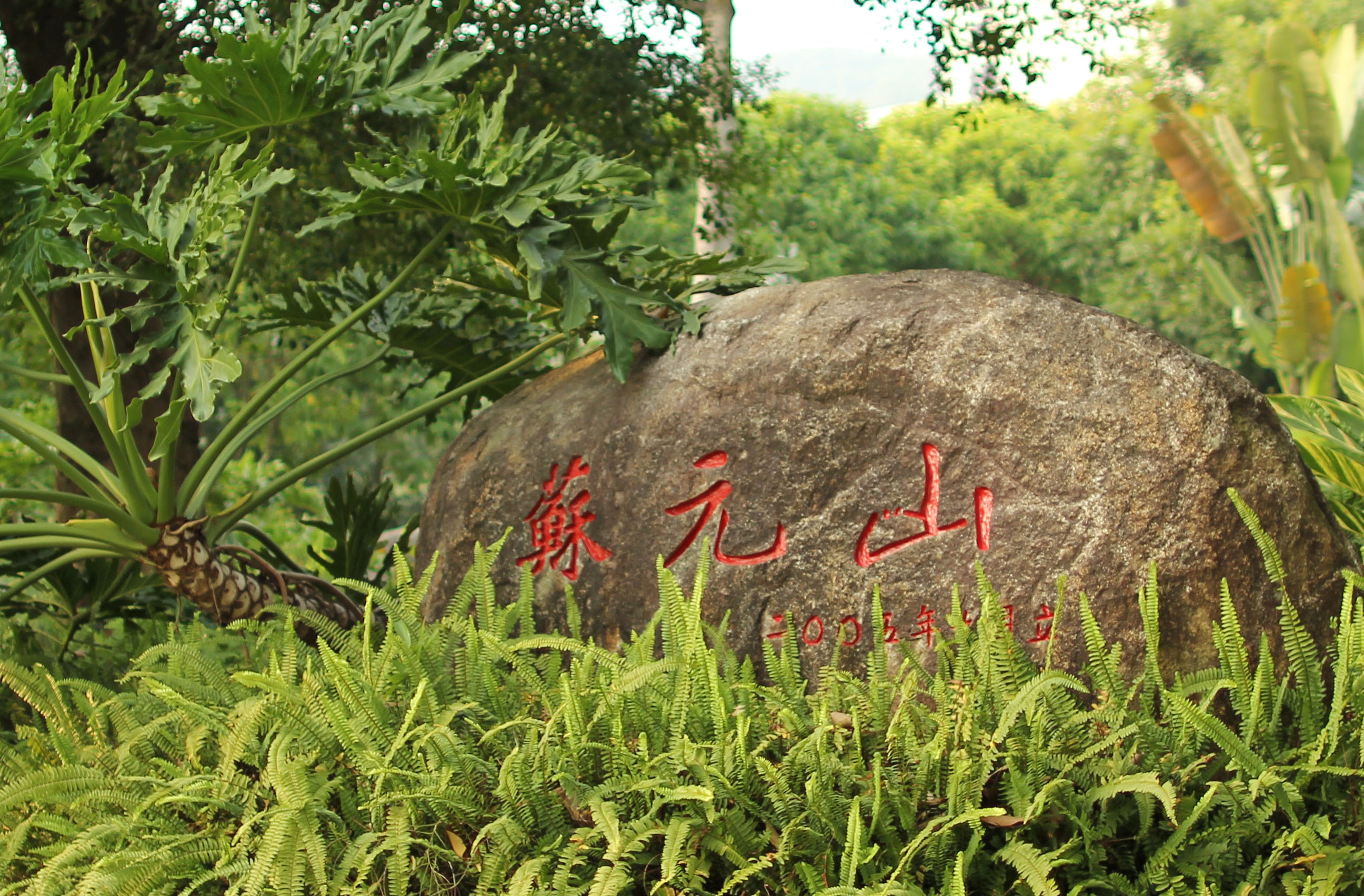
蘇元山

- 苏元学校（初中+高中）

全称广州市黄埔区苏元学校，是一所民办寄宿初中，原名“广州市二中苏元实验学校”，由原广州市萝岗区政府（开发区管委会）与广州市第二中学联合创建，于2008年9月开始招生。该校位于科学城校区北部，其名称取自邻近的苏元山，校园占地面积为20,700平方米，核定班额为18个班，学生人数为900人。学校在初期没有独立校园，在2011年9月校区落成前借用高中部的设施进行办学。2021年11月更为现名。2022年，学校改制为公立性质的初级中学。2024年，萝峰旧改项目完全中学成为苏元学校东校区，并于同年开始招生；苏元学校亦在该年开办高中。
- 会元学校（小学+初中）

全称广州市黄埔区会元学校，为黄埔区教育局下属的公办九年一贯制（小学六年+初中三年）学校。该校由广州市第二中学与广州市黄埔区合作开办，委托广州二中管理。学校位于广州市黄埔区中新知识城万科幸福誉附近，校园占地面积2.19万平方米，办学规模为24个教学班。会元学校小学部于2016年9月开始招生，初中部于2020年8月开始招生。
- 开元学校（小学+初中+高中）

全称广州市黄埔区开元学校，为黄埔区教育局下属的公办十二年一贯制（小学六年+初中三年+高中三年）学校。该校由广州丰实房地产有限公司、黄埔区教育局与广州市第二中学联合创建，委托广州二中管理。学校位于广州市黄埔区长岭居实地常春藤北侧，占地约8.2万平方米，规划设置36个小学班级和36个中学班级。开元学校小学部和初中部已于2018年9月开始招生，高中部于2021年9月开始招生。2024年9月，开元学校熙元校区（又称西校区）启用。
- 增城应元学校（初中+高中）

全称广州市增城区应元学校，为增城区教育局下属的公办寄宿完全中学。原为增城区永宁街岗丰村综合性学校项目中的凤凰中学，2018年6月开始由广州二中管理，并纳入广州二中教育集团。学校位于广州市增城区永宁街岗丰村、碧桂园凤凰城西部，占地5.1万平方米，规划设置初中、高中各36个班级。该校初中部已于2018年9月开始招生，高中部于2021年9月开始招生。
- 南沙天元学校（初中+高中）

全称广州市第二中学南沙天元学校，为南沙区教育局下属公办寄宿完全中学，由广州二中管理，于2020年9月启用。学校位于广州市南沙区南沙街英东大道25号，占地14万平方米，总建筑面积约17万平方米，规划设置36个初中教学班及39个高中教学班。该校初中于2019年开始招生，并借用华南师范大学附属南沙小学设施办学，而高中于2020年开始招生。

### 停办学校

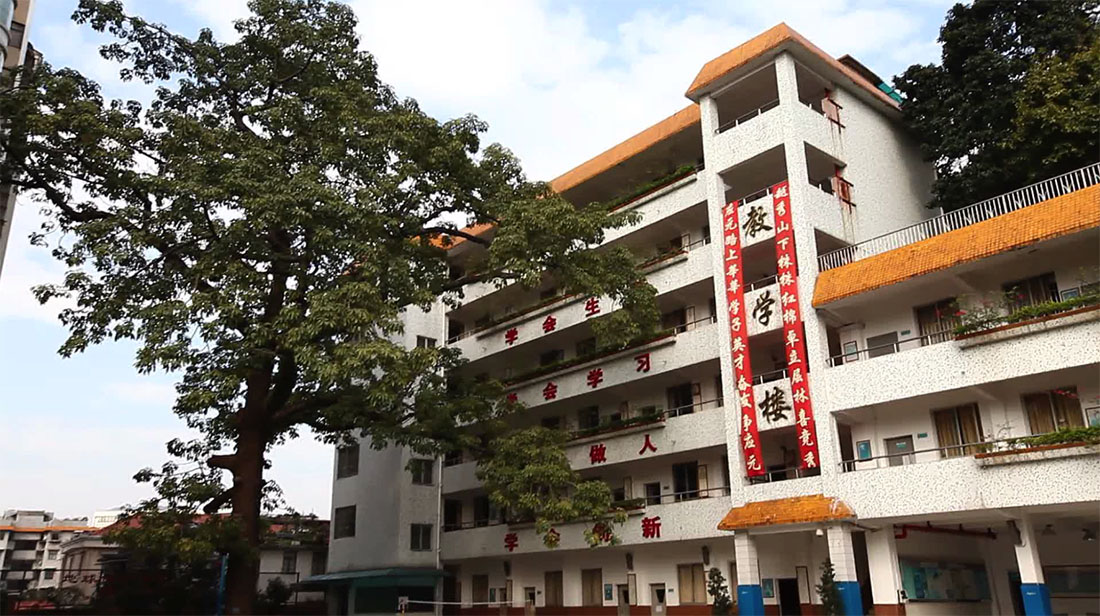
應元學校

- 应元学校（初中）

全称广州市越秀区二中应元学校，是一所由广州市第二中学开办的国有民办初中，于2002年5月启用。学校与应元路校区同处应元路，毗邻三元宫，名称取自应元书院；校址原是清代關帝廟，1950年代至2002年期间为广州市越秀区清泉街小学。该校学生在应元学校学习完第一二学年课程后，于应元路校区会元楼完成第三学年课程。学校于2022学年并入二中初中部，并改为其清泉校区，不再以“二中应元”的名义招生；校址于2023学年再改为小北路小学应元校区。

### 计划学校
- 萝峰旧改项目小学（暂定名）

为黄埔区萝峰村旧城区改造项目新建的配套学校，建成后将由广州二中负责办学。小学的用地面积为34,869平方米，规划设置54班小学。2021年11月28日举行了学校的奠基仪式。

## 周边交通
应元路校区（校本部）
- 地址：广州市越秀区应元路21号
- 地铁：2号线纪念堂站C出口，出站后步行约400米
- 公交：应元路站：211、旅游1线

科学城校区（高中部）
- 地址：广州市黄埔区水西路11号
- 地铁：6号线、21号线苏元站A出口，出站后步行约700米
- 有轨电车：黄埔有轨1号线会议中心站
- 公交：二中（科学城校区）站/水西路中站：366、575、943、944、夜51

苏元学校
- 地址：广州市黄埔区水西路17号
- 地铁：7号线、21号线水西站D出口，出站后步行约650米
- 有轨电车：黄埔有轨1号线会议中心站
- 公交：水西路中站：366、575、943、944、夜51；创业公园站：366、388、夜124

会元学校
- 地址：（小学部）广州市黄埔区九龙大道星星街5号；（初中部）广州市黄埔区九龙大道福里街18号
- 地铁：14号线（知识城支线）何棠下站A出口，出站后步行约700米
- 公交：会元学校站：343A；凤湖四路站：352A、370、夜130

开元学校
- 地址：广州市黄埔区永和街禾丰路3号（实地常春藤小区内）
- 公交：红旗路（开元学校）站：330A、341、379

增城应元学校
- 地址：广州市增城区永宁街新学路1号
- 公交：应元学校站：增城43路

南沙天元学校
- 地址：广州市南沙区南沙街英东大道25号
- 公交：广州二中天元学校站：南沙3路、南沙5路、南沙53路、南沙62路、南沙夜5路

## 备注
1. ↑  详见广州市第二中学#建校后章节